# Überfluss (Roman)
Überfluss (Originaltitel Dryss) ist ein früher Roman des dänischen Autors Martin Andersen Nexø von 1902.

## Handlung
Im Kopenhagen um die Wende zum 20. Jahrhundert fühlt sich der Lehramtskandidat Karl Bauder „bis zum Überfluss“ vom Leben vernachlässigt. Er selbst empfindet sich als Gebrandmarkter, als zum sinnlosen Tode Verurteilter und gebärdet sich als Misanthrop, der seine Mitmenschen nur als Gesindel wahrnimmt. Daher flieht Bauder aus dem wohlbehüteten Elternhaus von der dänischen Metropole an die abgeschiedene Küste.

## Einordnung
Dieser frühe Roman des Autors steht mit seinen thematischen Schwerpunkten, wie z. B. der Sexualität oder der Alkoholsucht, in der naturalistischen Tradition, geht aber in seiner sarkastischen und ironischen Anprangerung von Heuchelei und Laster der Bourgeoisie darüber hinaus.

## Ausgaben
- Martin Andersen Nexø: Überfluß. Übersetzt von Hermann Kiy. Rowohlt Verlag, Reinbek bei Hamburg 1988, ISBN 978-3-499-40025-4.
  - (Neuauflage der ersten Ausgabe in deutscher Sprache, Langen, München 1914; Lizenzausgabe des Aufbau-Verlags, Berlin und Weimar.)